# Aprionus gladiator
Aprionus gladiator är en tvåvingeart som beskrevs av Jaschhof 2009. Aprionus gladiator ingår i släktet Aprionus, och familjen gallmyggor. Arten har ej påträffats i Sverige.